# Karthago Airlines
Karthago Airlines — упразднённая частная авиакомпания, базировавшаяся в Тунисе и выполнявшая регулярные чартерные рейсы в Европу. Её основная база находилась в аэропорту Джерба-Зарзис, но большинство рейсов выполнялись из международного аэропорта Тунис-Карфаген.

## История
Авиакомпания была основана в 2001 году и принадлежала Karthago Group (58 %), а также банкам, страховщикам и инвесторам в туроператорскую торговлю. В прошлом она имела долю в египетской авиакомпании KoralBlue Airlines. Прекратила деятельность в 2010 году.

## Воздушный флот

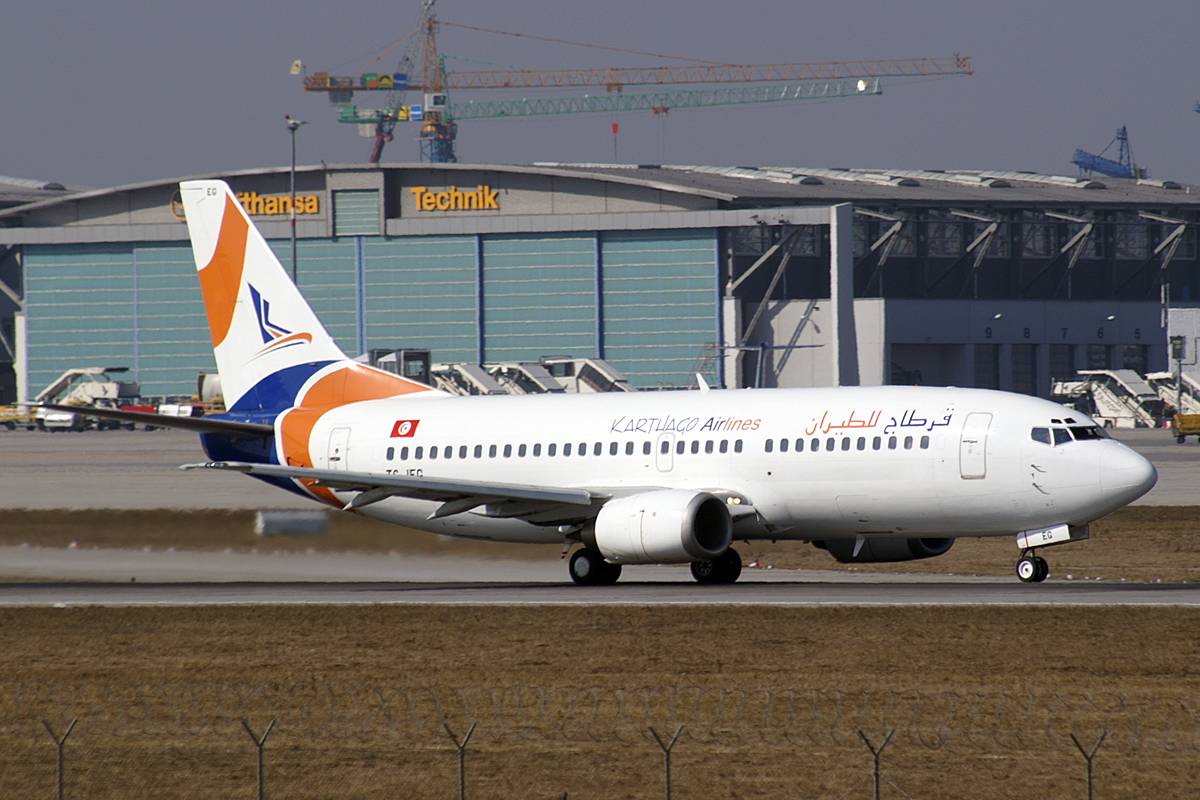
Боинг 737-300 авиакомпании Karthago Airlines в аэропорту Штутгарта (2006 г.)

Во время осуществления деятельности, воздушный флот состоял из одного самолёта Airbus A320 и шести Boeing 737-300.